# Ignacio Blanco Urizar
Ignacio Blanco Urizar (Gijón,17 de mayo de 1971) es un político, abogado y economista español. Se retiró de la política en 2022 tras ser diputado en la Junta General del Principado de Asturias (2019-2022) y presidente de Vox en Asturias entre 2020 y 2022.

## Biografía
Nació el 17 de mayo de 1971 en Gijón (Asturias, España), en el barrio de El Natahoyo. Es miembro del Colegio de Abogados de Gijón y del Colegio de Economistas de Asturias, Burgos y Valladolid. Fue vicesecretario del Colegio de Economistas de Asturias. Es también miembro del Registro de Economistas Forenses (REFOR).
Estudió en el Colegio Los Robles, de Fomento de Centros de Enseñanza, y está licenciado en Administración y dirección de empresas por la Universidad de Oviedo y en Derecho por la Universidad Nacional de Educación a Distancia. Tiene un posgrado en Finanzas por la Universidad de Wisconsin–Eau Claire.
Fue secretario de la organización ultraliberal Club de los Viernes.
En las elecciones autonómicas de Asturias de 2015 y en 2019, fue candidato de Vox y logró ser elegido en estas últimas, convirtiéndose en portavoz del grupo parlamentario Vox.
El 6 de octubre de 2019 dejó el Comité Provincial de Vox Asturias por discrepancias con el presidente provincial, Rodolfo Espina Barrio, pero en septiembre de 2020 anunció su candidatura a la presidencia de Vox en Asturias, recibiendo el apoyo de los doce cargos electos con los que contaba el partido en la comunidad. Al ser el único candidato capaz de obtener los avales necesarios, Blanco fue nombrado presidente de Vox en Asturias, sustituyendo a Rodolfo Espina, sin necesidad de celebrarse las primarias.
En diciembre de 2022 dimite como presidente de Vox Asturias y como diputado autonómico. Es sustituido en enero de 2023 por José María Figaredo como presidente de la formación y Javier Jové ocupó su escaño, pasando Sara Álvarez Rouco a ser la portavoz parlamentaria.

## Actividad política
Blanco, políticamente, defiende la caza; critica la transición ecológica; y propone bajar impuestos al medio rural para luchar contra el despoblamiento. El 22 de agosto de 2021, criticó a la alcaldesa socialista de Gijón, Ana González, por quitar la feria taurina de la ciudad después de la polémica con los nombres que recibieron dos toros. La acusó de ser una «sectaria» y de convertir Gijón en un «campo de batalla ideológico». También ha reprendido al alcalde de Oviedo, Alfredo Canteli, por declarar que «Oviedo es para la ópera, y Gijón para los toros» tras ver que el Partido Popular recogiera firmas en defensa de la feria taurina en Gijón pero no en Oviedo.
Durante el Día de Asturias del año 2021, declaró públicamente que el presidente autonómico, Adrián Barbón, está llevando a Asturias hacia una «deriva identitaria nacionalista» tras rechazar acudir a la entrega de medallas a los ocho redactores del Estatuto de Autonomía del Principado de Asturias y por estar en contra del sistema autonómico. Días después, el presidente asturiano anunció su intención de reforma el Estatuto para dar estatus de cooficialidad al bable y al eonaviego junto con el español en el territorio del Principado. Con esta noticia, Ignacio Blanco anuncia su oposición y colaboración en una recogida de firmas contra esta reforma de la cual ya ha demostrado en numerosas ocasiones su postura crítica y contraria al considerar el bable un «invento para dividir», critica el «coste millonario que supondría» y las «imposiciones a la ciudadanía» poniendo de ejemplo a las políticas lingüísticas de Galicia y Cataluña. También ha colaborado en una campaña de presión al diputado y secretario general de Foro Asturias, Adrián Pumares, por su voto decisivo colocando carteles con su cara.